# Sphaerina nitidula
Sphaerina nitidula là một loài ruồi trong họ Tachinidae.